# Малый Анюй
Ма́лый Аню́й — река на Дальнем Востоке России, протекающая по территории Чукотки и Якутии.
Сливаясь с Большим Анюем образует правый приток Колымы — реку Анюй. Длина — 738 км. Площадь водосбора — 49800 км².

## Этимология
Название в переводе с чук. Мэйныуттывээм — «большая лесная река».

## Гидрография

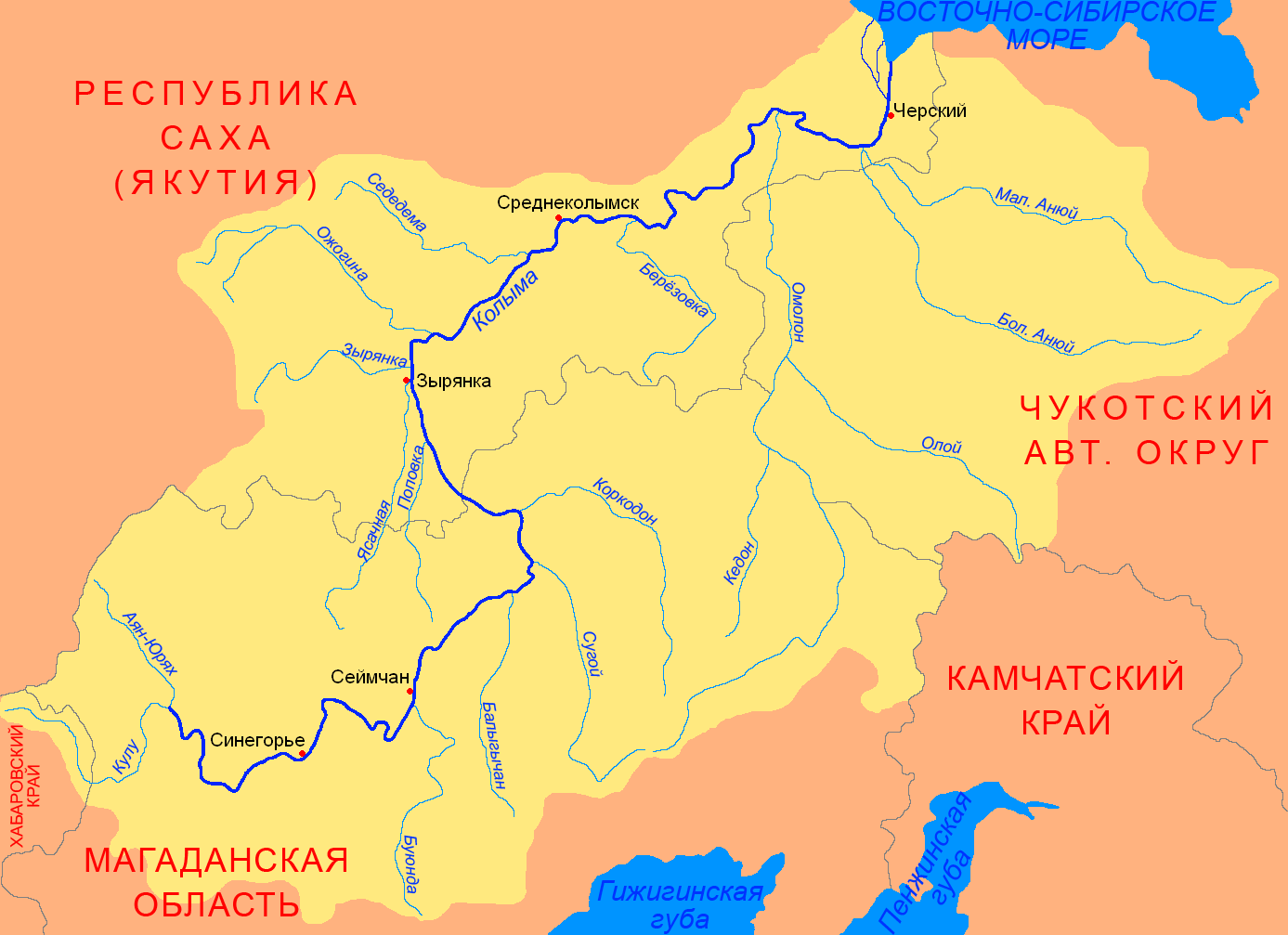
Бассейн Колымы

Вытекает из озера Большое Верхнее в группе озёр Гытгыльвэгытгын, находящихся в сквозной долине, пересекающей Илирнейский кряж Анадырского плоскогорья. Непосредственно близ истока Малого Анюя берёт начало другая крупная чукотская река Анадырь. Уже в 6 км от начала русло реки расширяется более чем на 20 м при глубине около метра, скорость течения составляет 0,6 м/с. Анюй в верховьях протекает в долине меж сопок с осыпными склонами высотой 200—300 м. Долина реки загромождёна моренным материалом, который промывается и в результате образуются множество перекатов, островов и надпойменных террас.
Первый многоводный приток — Верхний Кычавгытгываам, после которого Малый Анюй расширяется до 35 м, глубина доходит до 2 м. Ниже река протекает в окружении Верхнеанюйских озёр, после которых поворачивает на северо-запад и выходит на широкую заболоченную долину, скорость течения снижается. Здесь начинают встречаться одиночные протоки. Ниже крупного притока Теньвельвеем долина Анюя сужается, река приобретает горный характер. В русле образуются небольшие шиверы, на правом берегу встречаются скалистые утёсы высотой до 300 м. Далее река поворачивает на запад, долина расширяется, русло становится извилистым, появляются галечниковые косы.
Замерзает в начале октября, вскрывается в начале июня. Зимой от истоков до устья реки Погынден Малый Анюй перемерзает или иссякает.
В среднем течении Малый Анюй представляет собой широкую спокойную реку с многочисленными протоками и невысокими галечными островами длиной до 1 км. Скорость течения составляет здесь 1,6 м/с, ширина русла более 150 м, глубина 2 м. Отмечено смещение островов вверх по течению на 3-5 метров в год. Местами берега реки подвержены интенсивному разрушению.
В низовьях русло реки отличается извилистыми меандрами с крайне слабым течением, перекаты полностью отсутствуют. Долина реки изрезана ручьями, вытекающими из многочисленных термокарстовых озёр, которые часто затопляются в половодье. Приливные подъёмы воды вызывают в приустьевой части Малого Анюя обратные течения.
Питание реки в основном снеговое. Дождевые паводки редки. Среднемноголетний расход воды 185 м³/с, объём стока 5,839 км³/год. В 1964 году был зарегистрирован наивысший уровень воды в реке — 12,08 м.
Преобладающая глубина на плёсах в межень составляет 2—4 м, на перекатах 0,3—0,8 м.

## Ихтиофауна
В водах реки обитают хариус, чир, налим, каталка, ленок, щука; в августе заходит чебак, в верховьях — пелядь, в низовьях — муксун.

## Хозяйственное значение
В бассейне Малого Анюя имеются значительные запасы коренного и россыпного золота. Реку пересекает автодорога Купол—Двойное. В 2019 году через реку был построен мостовой переход общей длиной 3,161 км.
Судоходна в нижнем течении до села Анюйск, для судов с осадкой до 30 см — до устья Большого Кэпэрвеема.
В советское время существовали планы строительства на реке гидроэлектростанции.
Населённые пункты на берегу: Анюйск, Кепервеем, Островное, Илирней. Действует сеть гидрометеостанций.

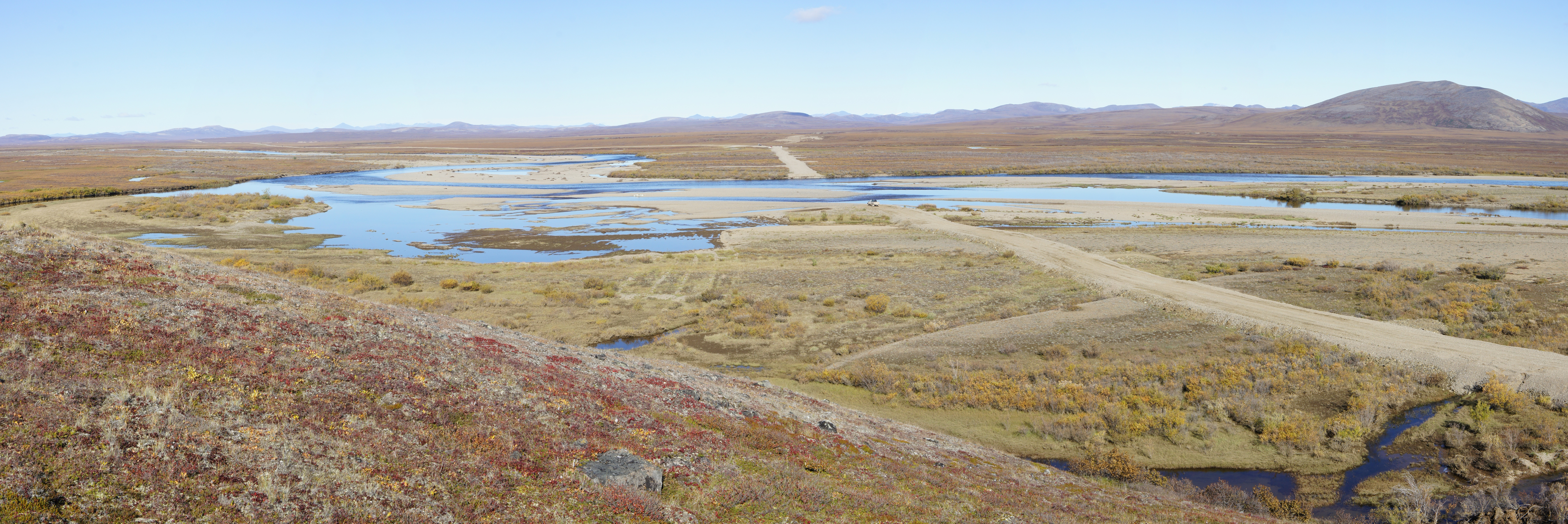
Малый Анюй в месте пересечения автодороги Купол—Двойное

## Палеология
В 2011 году в низовьях Малого Анюя впервые в России была найдена мёрзлая мумия плейстоценового бизона.

## Притоки
Объекты перечислены по порядку от устья к истоку.
- 36 км: протока Прорва
- 38 км: виска Белоноговская
- 38 км: виска Богатёнка
- 55 км: виска Осетровка
- 111 км: Веселая
- 174 км: Ирекег
- 178 км: Телибинка
- 184 км: река без названия
- 188 км: река без названия
- 190 км: Тосепа
- 202 км: Северная
- 205 км: Террасовый
- 221 км: Глубокая (в верховье ручей Средний)
- 224 км: река без названия
- 226 км: река без названия
- 232 км: река без названия
- 243 км: Погынден
- 282 км: Большая Польтотка
- 285 км: река без названия
- 286 км: Малая Польтотка
- 298 км: Яркан
- 306 км: Моховой
- 312 км: Мачваваам
- 322 км: Тыльвумкывеем
- 324 км: река без названия
- 334 км: Тополевка
- 335 км: Западный
- 338 км: Плутон
- 344 км: Восточный
- 352 км: Быстрый
- 352 км: Тополевка
- 361 км: Тыльвырекэйиквын
- 363 км: Эломбал
- 368 км: Иререкейиквын
- 378 км: Заметный
- 379 км: река без названия
- 380 км: река без названия
- 382 км: Тэтэмвеем
- 389 км: Кривой
- 392 км: Медвежий
- 395 км: Большой Кэпэрвеем
- 396 км: Глубокий
- 400 км: Майнычаутапан
- 403 км: река без названия
- 405 км: Кайчаутапан
- 412 км: Малый Кепервеем
- 414 км: Горный
- 417 км: Гуйвиирнаг
- 426 км: Уттэнейка
- 432 км: Ныгчеквеем
- 444 км: Энмоон
- 449 км: Куйвыринэт
- 452 км: река без названия
- 456 км: Кантвеем
- 466 км: Озерная
- 470 км: Майнгы-Пауктуваам
- 475 км: Кайпауктуваам
- 475 км: Татэвеемкай
- 484 км: Эбундак
- 490 км: Крестовый
- 496 км: Герлысвеем
- 497 км: Тавремлян
- 507 км: Волчья
- 512 км: Кочнеривеем
- 512 км: Онмывеем
- 518 км: Кульпольней
- 521 км: Ирвунейвеем
- 529 км: Лосиная
- 531 км: река без названия
- 535 км: Илирнейвеем
- 539 км: Кэргычинвеем
- 540 км: река без названия
- 542 км: река без названия
- 544 км: Нутесын
- 547 км: река без названия
- 553 км: Теньвельвеем
- 556 км: река без названия
- 557 км: Нутегганвеем
- 570 км: Два Озера
- 574 км: Вайгытгываам
- 574 км: Кэнэйвеем
- 590 км: река без названия
- 591 км: река без названия
- 592 км: Тытыльваам
- 593 км: Этлювеем
- 599 км: Пенвельвеем
- 613 км: Янраутын
- 617 км: Этелевеем
- 626 км: Мочажинная
- 628 км: Брусничная
- 631 км: Лосиная
- 637 км: река без названия
- 641 км: Пастбищная
- 648 км: Старичная
- 654 км: Илистый
- 655 км: река без названия
- 660 км: Имрэвеем
- 664 км: Юрьевка
- 668 км: Куйвивеем
- 669 км: река без названия
- 672 км: Тимофеевка
- 692 км: река без названия
- 700 км: Кычавгытгываам
- 713 км: река без названия
- 715 км: река без названия
- 719 км: река без названия
- 722 км: Стойбищная
- 730 км: река без названия
- 732 км: река без названия
- 738 км: река без названия